# Тимофеев, Сергей Васильевич
Серге́й Васи́льевич Тимофе́ев (18 сентября 1970, Иваново) — советский и российский футболист и спортивный функционер. Директор ивановского стадиона «Текстильщик».

## Биография
Начинал выступления в ивановском «Автокрановце». Почти всю дальнейшую карьеру провел в родном ивановском «Текстильщике», за который на разных уровнях сыграл более 400 матчей. Также Тимофеев играл за вологодское «Динамо», шуйский «Спартак-Телеком» и ФК «Вичуга». После завершения спортивной карьеры перешёл на административную работу. Позже — директор стадиона «Текстильщик». Ныне является заместителем директора СШОР № 1 «Текстильщик».
Окончил Ивановский государственный энергетический университет и ивановский филиал Северо-Западной академии государственной службы.